# Splenda
 (janvier 2023).
Si vous disposez d'ouvrages ou d'articles de référence ou si vous connaissez des sites web de qualité traitant du thème abordé ici, merci de compléter l'article en donnant les références utiles à sa vérifiabilité et en les liant à la section « Notes et références ».
En pratique : Quelles sources sont attendues ? Comment ajouter mes sources ?
Splenda est une marque commercialisant des édulcorants de table à base de sucralose. Elle a été créée à la suite de la découverte de cet édulcorant (en 1976) par Tate & Lyle en partenariat avec Johnson & Johnson. La marque a été la première à commercialiser du sucralose au Canada après son autorisation en 1991.

## Histoire de la marque Splenda
Le sucralose a été découvert en 1976 par les scientifiques de Tate & Lyle lors d’une étude collaborative avec les chercheurs du Queen Elizabeth College (King's College de Londres). Ces scientifiques recherchaient la relation entre la structure et le goût de la molécule de sucre.
À la suite de la découverte du sucralose, les laboratoires Tate & Lyle s'associent avec le groupe Johnson & Johnson pour le commercialiser sous la marque Splenda, rattachée à l'entreprise McNeil Nutritionals Ltd. Il faudra attendre 1991 pour qu’il soit commercialisé au Canada en premier lieu. Le sucralose sera ensuite autorisé dans le monde entier avant les années 2000, à l'exception de l'Union Européenne qui approuvera son utilisation en 2004.
En 2012, le groupe Tate & Lyle rouvre son usine de sucralose Splenda à McIntosh aux États-Unis.

## Commercialisation

### En France
À la suite de l'autorisation du sucralose en août 2004, la marque commercialise dès 2006 ses produits dans l'hexagone sous la forme de poudre et de comprimé édulcorants. 
Face à la concurrence et à des tarifs trop élevés, la marque se retire de la vente grand consommation en 2009 mais reste présente auprès des professionnels de la restauration.

## Données financières - Le marché des édulcorants
En 2011, le marché des édulcorants représentait 68M€ en France. (IRI Plus Suite, CAM P11 2011)

## Les produits de la marque
Les produits de la marque ne sont plus disponibles auprès du grand public, et peuvent être trouvés uniquement dans les restaurants et autres professionnels de la restauration.
Deux produits sont disponibles à la consommation française : les sticks et les comprimés (sucrette). Ils ont le même pouvoir sucrant qu'un morceau de sucre.

## Communication et publicité
Le lancement de la marque en France a été orchestré avec l'agence LOWE créant pour la marque un site internet dédié et un spot TV prévu à la diffusion en janvier 2007.

### Controverse
En France, l'entreprise Merisant (fabricant de l'édulcorant Canderel) qui avait porté plainte en 2006 contre deux slogans commerciaux de Splenda, a obtenu gain de cause en 2007. Le tribunal a jugé que le slogan « provient du sucre et a un goût de sucre » induisait le consommateur en erreur en lui faisant croire que ce produit était extrait du sucre et qu'il était plus naturel que les autres édulcorants de synthèse.

## Répercussion sur la santé
Selon une étude australienne, les édulcorants comme ceux de la marque Splenda favoriseraient le diabète de type 2. Selon une étude réalisée par des chercheurs de l'université de Yale, la consommation de sucralose dérèglerait le métabolisme du sucre ce qui favoriserait la prise de poids.